# Haag (Goldkronach)
Haag ist ein Gemeindeteil der Stadt Goldkronach im Landkreis Bayreuth (Oberfranken, Bayern). Haag liegt in der Gemarkung Nemmersdorf.

## Geografie
Der Weiler besteht aus vier Einzelsiedlungen, die am Westhang eines Ausläufers des Fichtelgebirges liegen. Das östlichste Anwesen bildet mit Kühleithen eine geschlossene Siedlung. Gemeindeverbindungsstraßen führen nach Goldkronach (0,6 km nördlich) und nach Nemmersdorf (0,7 km südwestlich).

## Geschichte
Der Ort wurde im Jahre 1419 als „im hag“ erstmals urkundlich erwähnt.
Gegen Ende des 18. Jahrhunderts bestand Haag mit Geräum aus drei Anwesen. Die Hochgerichtsbarkeit sowie die Dorf- und Gemeindeherrschaft stand dem bayreuthischen Stadtvogteiamt Goldkronach zu. Die bayreuthische Amtsverwaltung Nemmersdorf war Grundherr der drei Söldengüter.
Von 1797 bis 1810 unterstand Haag dem Justiz- und Kammeramt Gefrees. Infolge des Ersten Gemeindeedikts wurde Haag dem 1812 gebildeten Steuerdistrikt Nemmersdorf und der zugleich entstandenen Ruralgemeinde Nemmersdorf zugewiesen. Im Zuge der Gebietsreform in Bayern wurde Haag am 1. Juli 1972 nach Goldkronach eingemeindet.

### Einwohnerentwicklung
| Jahr      | 001818 | 001819 | 001861 | 001871 | 001885 | 001900 | 001925 | 001950 | 001961 | 001970 | 001987 |
| Einwohner | 23     | *      | 31     | 15     | 37     | 28     | 24     | 35     | 25     | 17     | 18     |
| Häuser    | 4      |        |        |        | 5      | 5      | 5      | 5      | 5      |        | 5      |
| Quelle    | [ 7 ]  | [ 10 ] | [ 11 ] | [ 12 ] | [ 13 ] | [ 14 ] | [ 15 ] | [ 16 ] | [ 17 ] | [ 18 ] | [ 1 ]  |

## Religion
Haag ist seit der Reformation evangelisch-lutherisch geprägt und bis heute nach Nemmersdorf gepfarrt.